# Hoja mnohokvětá

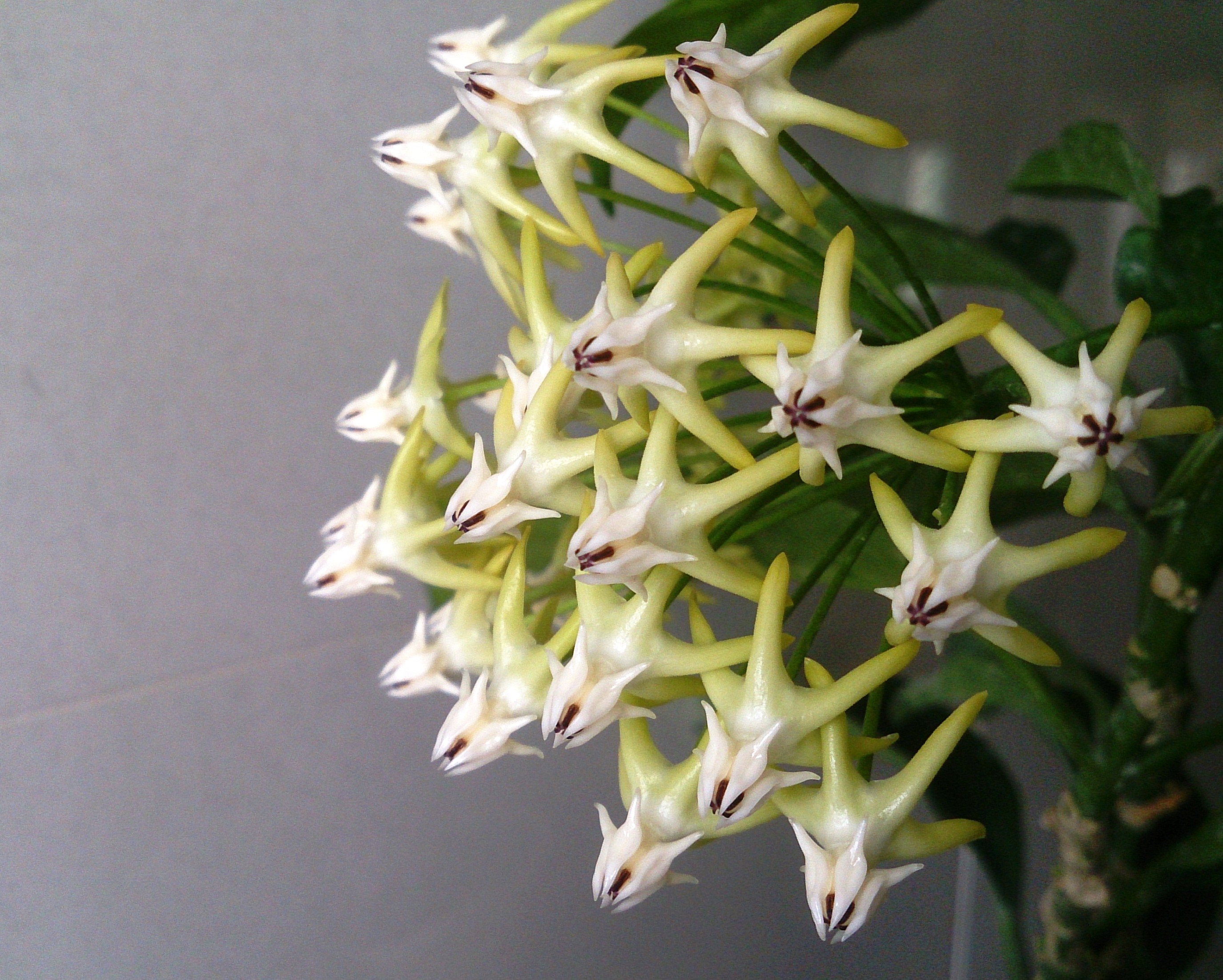
Rozvité květenství

Hoja mnohokvětá (Hoya multiflora) je keřovitá, stálezelená rostlina pocházející z Malajsie a Filipín, která byla rozšířena ve velké části jihovýchodní Asie (Indonésie, Myanmar, Laos, Thajsko, Vietnam, jihovýchod Číny). Pěstuje se pro četné nádherné květy zdobící rostlinu po dobu nejméně třech měsíců.

## Ekologie
Je to rostlina rostoucí v půdě nebo v kamenité suti či skaní štěrbině v nadmořské výšce od 500 do 1200 m. Nejčastější si volí místech s mírným stínem, bývá součásti světlých lesů a řídkých křovin.

## Popis
Hoja mnohokvětá roste obvykle jako kompaktní, hustě větvený, někdy převislý keř vysoký do 1 m, ojediněle jako liána do výšky nejvíce 2,5 m. Větve keře jsou přímé nebo vystoupavé, mají hladkou kůru našedlé barvy a vespod patrné jizvy po opadaných listech. Tmavě zelené, kožovité listy s 1,5 cm řapíky vyrůstají vstřícně a jejich široce kopinaté čepele jsou dlouhé 10 až 20 cm a široké 2 až 6 cm, na bázi jsou klínovité a vrcholu tupě špičaté. Listy jsou lysé, mají zřetelnou nervaturu a bývají světle skvrnité či bez skvrn.
Mnohokvětá, polokulovitá okoličnatá květenství vyrůstají na koncích větví nebo z úžlabí listů na stopkách. Převislá květenství jsou tvořena dvaceti až čtyřiceti pětičetnými květy, velkými až 2 cm, které mají stopky dlouhé okolo 5 cm. Kališní lístky s mnoha podélními žlázkami jsou vejčité a 2,5 × 2 mm velké. Korunní lístky jsou podlouhle trojúhelníkovité (šípovité), 1,5 až 2 cm dlouhé, od báze silně nazpět ohnuté a jsou zbarveny bílé až slámově žlutě s oranžovými konci. Lístky bílé pakorunky směřující dopředu jsou úzce kopinaté a pokryté vzpřímenými, jakoby voskovitými šupinkami. Květy jsou variabilní a mohou se částečně lišit barevným odstínem i tvarem.
Květy mají vágní vůni (někomu připomíná citrón) a obsahuji hodně nektaru tvořícího se hlavně v podvečer nebo brzy ráno. Opylovány jsou hlavně nočními motýly a netopýry, květ je otevřen asi 12 dnů. Plodem je 1 až 2 cm dlouhý měchýřek dozrávající na podzim, který obsahuje vejčitá semena velká 4 × 2 mm; rostlina však vytváří měchýřky se semeny jen ojediněle.

## Pěstování
Rostliny se sice mohou rozmnožovat semeny, trvá to však poměrně dlouho a mnohdy je výsledek nevalný. Spolehlivě se množí kmenovými řízky zasazenými v mokrém písku, půdě nebo přímo ve vodě.
V tropických a subtropických krajích se vysazuje v parcích a zahradách jako okrasný keř. Ve středoevropských podmínkách lze hoju mnohokvětou celkem bez problémů pěstovat jako pokojovou rostlinu v rašelinovém substrátu na mírně přistíněném místě.